# Deer Hunter
Pour les articles homonymes, voir Deer et The Deer Hunter.
Deer Hunter est un jeu vidéo de simulation de chasse au cerfs sorti en 1997 et fonctionnant sur Windows. Le jeu a été développé par Sunstorm Interactive puis édité par WizardWorks.

## Système de jeu
Le jeu propose 4 environnements de chasse. Le joueur doit se positionner sur la carte et appeler l'animal, par exemple au moyen d'un leurre, et bien souvent, après un temps d'attente, il est possible d'apercevoir aux jumelles l'animal convoité.
Le chasseur peut alors sortir son fusil mais ne doit pas rater son coup, il n'a souvent qu'un seul tir.
Le jeu est en 3D simulée, il ne s'agit pas de 3D mais d'environnement à 360° autour d'un point, le joueur ne peut pas se déplacer en marchant, il doit le faire par la carte. Chaque environnement se compose quasi exclusivement d'arbres dont la densité variable peut laisser espérer entrevoir un cerf.
À chaque cerf tué, la partie de chasse s'arrête et le joueur dispose d'un nouveau trophée dans sa galerie.

## Suites
Le jeu a connu de nombreuses suites plus évoluées graphiquement et plus riches en originalités.
- Deer Hunter 2 (sorti en 1998)
- Deer Hunter 3 (sorti en 1999)
- Deer Hunter 4 (sorti en 2000)
- Deer Hunter 2003 (sorti en 2002)
- Deer Hunter 2005 (sorti en 2004)
- Deer Hunter Challenge (sorti en 2010)
- Deer Hunter Reloaded (sorti en 2012)
- Deer Hunter Classic (anciennement nommé Deer Hunter 2014 ; sorti en 2013)
- Dino Hunter Deadly Shores (spin-off ; sorti en 2014)
- Deer Hunter (à ne pas confondre avec les autres épisodes ; anciennement appelé Deer Hunter 2018, Deer hunter 2017 et Deer Hunter 2016 ; sorti en 2015)
- Deer Hunter World (remake du jeu précédent ; exclusif à l'app store ; sorti en 2019 ; seul jeu post-Deer Hunter 2014 à n'être disponible qu'en anglais).

Certaines ne sont sorties qu'en Amérique du Nord.